# Poročno slavje
Poročno slavje (kitajsko: 喜宴; pinjin: Xǐ yàn; Wade–Giles: Hsi yen) je tajvansko-ameriški romantično komični film iz leta 1993, ki ga je režiral Ang Lee in zanj tudi napisal scenarij skupaj z Neilom Pengom in Jamesom Schamusom. V glavnih vlogah nastopajo  Winston Chao, Kao Chin Su-mei, Gua Ah-leh, Sihung Lung in Mitchell Lichtenstein. Zgodba prikazuje gejevskega tajvanskega izseljenca, ki se poroči s kitajsko žensko za pomiritev svojih staršev in pridobitev zelene karte v ZDA. Njegov načrt ogrozi nepričakovan prihod staršev v ZDA za organizacijo poročnega slavja, zaradi česar mora skrivati resničnega partnerja.
Film je bil premierno prikazan 4. avgusta 1993 v ameriških kinematografih ter se izkazal za finančno uspešnega in naletel tudi na dobre ocene kritikov. Na Berlinalu je prejel glavno nagrado zlati medved za najboljši film in glavno nagrado tudi na Mednarodnem filmskem festivalu v Seattlu, nominiran je bil tudi za oskarja in zlati globus za najboljši tujejezični film. Skupaj z Leejevima filmoma Dotik tai chija (1992) in Jedača, pijača, moški, ženska (1994) velja za trilogijo očetovstva, ki prikazuje napetost med različnimi generacijami Konfucijeve družine, med vzhodom in zahodom ter med tradicijo in sodobnostjo.

## Vloge
- Winston Chao (趙文瑄) kot Wai-Tung Gao (T: 高偉同, S: 高伟同, P: Gāo Wěitóng, W: Kao Wei-t'ung)
- Gua Ah-leh (歸亞蕾) kot Mrs. Gao, Wei-Tungova mati
- Sihung Lung (郎雄) kot Mr. Gao, Wei-Tungov oče
- May Chin (高金素梅) kot Wei-Wei Gu (T: 顧葳葳, S: 顾葳葳, P: Gù Wēiwēi, W: Ku Wei-wei)
- Mitchell Lichtenstein kot Simon (T: 賽門, S: 赛门, P: Sàimén)
- Vanessa Yang (楊元提) kot Mao Mei
- Dion Birney kot Andrew
- Jeanne Kuo Chang kot Wai-Tungova tajnica
- Michael Gaston kot sodnik